# Iryna Jatčanka
Iryna Jatčanka, accreditata come Irina Yatchenko dalla IAAF (in bielorusso Ірына Ятчанка?; Homel', 31 ottobre 1965), è un'ex discobola bielorussa, campionessa mondiale nel 2003 a Parigi.

## Biografia
Il 2 giugno 2010, all'età di 44 anni, annuncia il suo ritiro dalle competizioni.
Nel dicembre 2012 gli viene tolta la medaglia di bronzo olimpica vinta ad Atene 2004. Alcuni test antidoping svolti a distanza di anni dalla manifestazione, sui campioni prelevati all'atleta ad Atene, risultarono infatti positivi al metandrostenolone e all'oxandrolone.
In seguito alla squalifica vennero annullati tutti i suoi risultati dall'agosto 2004 fino a fine 2006.

## Record nazionali

### Master M40
- Lancio del disco, 67,89 m ( Staiki, 28 giugno 2008)

## Palmarès
| Anno | Manifestazione | Sede       | Evento           | Risultato      | Misura  | Note                                     |
| ---- | -------------- | ---------- | ---------------- | -------------- | ------- | ---------------------------------------- |
| 1990 | Europei        | Spalato    | Lancio del disco | 5ª             | 65,16 m |                                          |
| 1991 | Mondiali       | Tokyo      | Lancio del disco | 7ª             | 64,92 m |                                          |
| 1992 | Olimpiadi      | Barcellona | Lancio del disco | 7ª             | 63,74 m |                                          |
| 1995 | Mondiali       | Göteborg   | Lancio del disco | 9ª             | 60,48 m |                                          |
| 1996 | Olimpiadi      | Atlanta    | Lancio del disco | 12ª            | 60,46 m |                                          |
| 1997 | Mondiali       | Atene      | Lancio del disco | 5ª             | 62,58 m |                                          |
| 1998 | Europei        | Budapest   | Lancio del disco | 8ª             | 61,20 m |                                          |
| 1999 | Mondiali       | Siviglia   | Lancio del disco | 9ª             | 62,99 m |                                          |
| 2000 | Olimpiadi      | Sydney     | Lancio del disco | Bronzo         | 65,20 m |                                          |
| 2001 | Mondiali       | Edmonton   | Lancio del disco | 9ª             | 59,45 m |                                          |
| 2003 | Mondiali       | Parigi     | Lancio del disco | Oro            | 67,32 m | Miglior prestazione personale stagionale |
| 2004 | Olimpiadi      | Atene      | Lancio del disco | dq             | dq      | [ 4 ]                                    |
| 2006 | Europei        | Göteborg   | Lancio del disco | dq             | dq      |                                          |
| 2007 | Mondiali       | Osaka      | Lancio del disco | 9ª             | 58,67 m |                                          |
| 2008 | Olimpiadi      | Pechino    | Lancio del disco | 10ª            | 59,27 m |                                          |
| 2009 | Mondiali       | Berlino    | Lancio del disco | Qualificazione | nm      |                                          |